# Myrcianthes rhopaloides
Myrcianthes rhopaloides là một loài thực vật có hoa trong Họ Đào kim nương. Loài này được (Kunth) McVaugh mô tả khoa học đầu tiên năm 1958.